# 주우크라이나 러시아 대사관
주우크라이나 러시아 대사관(러시아어: Посольство России на Украине)은 우크라이나 키이우에 있던 러시아 대사관이다. 1992년에 러시아와 우크라이나 간의 외교 관계 수립에 따라 설립되었으나 2022년에 러시아의 우크라이나 침공으로 인하여 러시아와 우크라이나 간의 외교 관계가 단절됨에 따라 폐쇄되었다.

## 공관 연혁
1991년 8월 24일에 우크라이나가 소련으로부터 독립을 선언했다. 러시아는 1991년 12월 5일에 우크라이나를 독립 국가로 승인했다. 러시아와 우크라이나는 1992년 2월 14일에 외교 관계를 수립하면서 양국 사이에 외교 공관을 설치했다.
2014년부터 크림 위기, 러시아의 크림반도 합병, 돈바스 전쟁으로 인하여 러시아와 우크라이나 간의 외교 관계가 악화되었다. 이 때문에 주우크라이나 러시아 대사관 인근에서는 러시아의 우크라이나 분쟁 개입에 항의하는 집회가 연이어 일어났다. 2016년부터 2022년까지는 임시대리대사가 주우크라이나 러시아 대사관의 임무를 대표했다.
2022년 2월 23일에는 주우크라이나 러시아 대사관 직원들이 안전 문제로 인하여 전부 철수하면서 대사관이 폐쇄되었다. 2022년 2월 24일에 러시아가 우크라이나를 침공을 전면 개시하면서 우크라이나는 러시아와의 외교 관계를 단절했다.

## 역대 주우크라이나 러시아 대사
- 제1대: 레오니트 스몰랴코프 (러시아어: Леонид Смоляков, 1992년 ~ 1996년)
- 제2대: 유리 두비닌 (러시아어: Юрий Дубинин, 1996년 ~ 1999년)
- 제3대: 이반 아보이모프 (러시아어: Иван Абоимов, 1999년 ~ 2001년)
- 제4대: 빅토르 체르노미르딘 (러시아어: Виктор Черномырдин, 2001년 ~ 2009년)
- 제5대: 미하일 주라보프 (러시아어: Михаил Зурабов, 2009년 ~ 2016년)
- 임시대리대사: 세르게이 토로포프 (러시아어: Сергей Торопов, 2016년)
- 임시대리대사: 알렉산드르 루카시크 (러시아어: Александр Лукашик, 2016년 ~ 2022년)

## 우크라이나 주재 러시아 영사관
- 주키이우 러시아 대사관 영사과 (1992년 설립, 2022년 폐쇄)
- 주르비우 러시아 총영사관 (1997년 설립, 2019년 폐쇄)
- 주하르키우 러시아 총영사관 (1999년 설립, 2017년 폐쇄)
- 주오데사 러시아 총영사관 (1999년 설립, 2018년 폐쇄)
- 주심페로폴 러시아 총영사관 (1999년 설립, 2014년 폐쇄)

## 같이 보기
- 러시아-우크라이나 관계
- 주러시아 우크라이나 대사관
- 러시아의 재외공관 목록
- 우크라이나 주재 외국공관 목록